# Wielwebspinnen
De wielwebspinnen (Araneidae) zijn een familie van spinnen die wereldwijd tegen de drieduizend soorten telt. Sommige tropische soorten staan bekend om de grote webben. De meeste soorten, zoals de kruisspin, maken een veel kleiner web.

## Kenmerken
Deze spinnen hebben vaak een groot, opvallend gekleurd en getekend achterlijf, dat bij sommige tropische soorten vaak bizarre, hoekige vormen kan aannemen. De poten bevatten 3 klauwtjes. Ze hebben 8 ogen, waarvan de middelste vier vaak een vierkant vormen. De lichaamslengte varieert van 0,2 tot 4,6 cm.

## Voortplanting
Bij de balts wordt het vrouwtje door een mannetje benaderd om haar in baltsstemming te brengen. Dit doet hij door aan de draden te plukken. Na de paring worden de eieren afgezet in een zijden cocon, die vaak nog wordt gecamoufleerd met stukjes plant, waarna deze wordt vastgekleefd aan planten of schors.

## Spinmethode

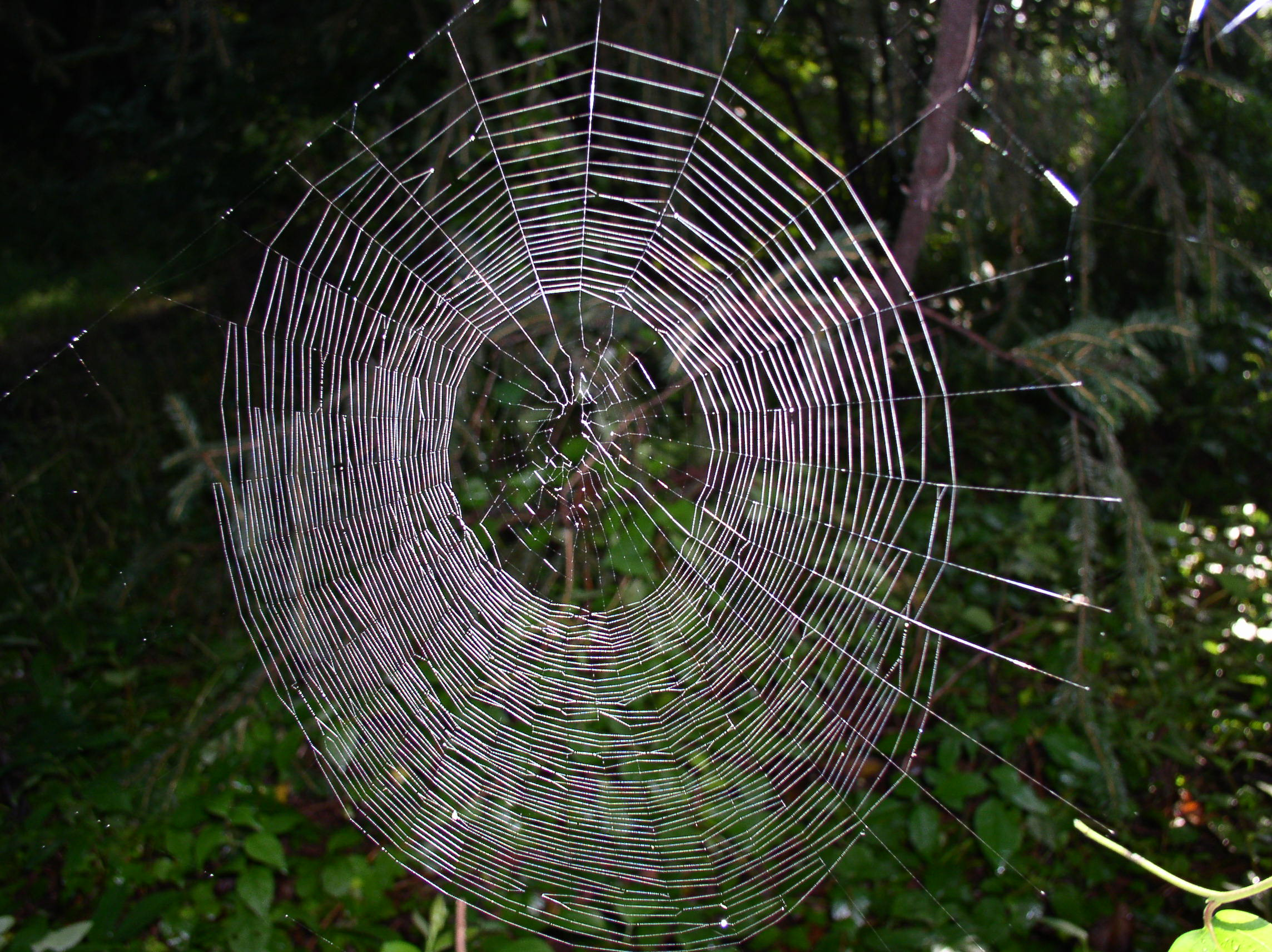
Web van een wielwebspin

De spinmethode is steeds hetzelfde: een paar 'hulplijnen' en vervolgens wordt het kleverige wiel gemaakt door van heel kort bij elkaar in het centrum, naar vrij wijd uit elkaar staande cirkels te spinnen. Eenmaal een stevig (niet klevend) webgeraamte is gebouwd, wordt dit met kleverige draad bedekt. Vanuit het centrum van het web loopt een voeldraad naar het hol van de spin.
Wielwebspinnen maken hun web bij voorkeur 's nachts of in de vroege ochtend, tenzij dit door stormachtig weer niet mogelijk is. Men kan daardoor vaak op allerlei tijdstippen overdag spinnen bij het maken van webben betrappen. Omdat de webben door prooidieren worden beschadigd, moeten ze geregeld worden vernieuwd. Voorts neemt de kleefkracht van de vangspiraal binnen enkele dagen sterk af. Meestal wordt daarom elke dag een nieuw web gebouwd; het oude web wordt daarbij vaak eerst opgegeten, kleine gevangen insecten incluis.
Wielwebspinnen zijn niet de enige spinnen die wielvormige webben maken, strekspinnen doen dat bijvoorbeeld ook.

## Jachttechniek
De jachttechniek varieert naargelang de spin en de prooi. Soms zit de spin in het midden van het web te wachten, soms zit ze aan de rand van haar hol, met 1 of 2 poten aan de voeldraad.
Eenmaal een prooi in het web verzeild raakt, en voldoende trillingen veroorzaakt, snelt de spin ernaartoe. Soms gaat de spin er ook wel direct op af, of schudt het web verscheidene malen heen en weer waardoor de prooi vaak verder verstrikt raakt, precies gelokaliseerd en geïdentificeerd wordt. Wanneer een prooi niet beweegt, kan de spin interesse verliezen: dode prooien worden over het algemeen door spinnen genegeerd.
Een kleine prooi wordt onmiddellijk gegrepen en vaak ook onmiddellijk verorberd.
Iets grotere prooien worden gegrepen en snel ingesponnen; door de prooi in het web te wentelen, ontstaat een pakje dat langs twee uiteinden in het web hangt.
Nog grotere of gevaarlijk ogende prooien worden voorzichtig benaderd; de spin zal eerst vanaf een afstand trachten de prooi met behulp van de achterpoten met klevende draden te bedekken. Oogt de prooi te gevaarlijk, dan zal de spin ze "bevrijden" door de draden door te bijten.
De prooi wordt ofwel ter plaatse, ofwel in het centrum van het web, ofwel in het hol opgegeten, waarbij een 'gat' in het web achterblijft.
Wielwebspinnen "kauwen" hun voedsel, in tegenstelling tot de meeste andere spinnen die hun prooi leegzuigen.
Enkele wielwebspinnen die in Nederland en België te vinden zijn: kruisspin, wespspin (of tijgerspin), en de viervlekwielwebspin.

### Ander voedsel
Het web van wielwebspinnen vangt niet alleen dierlijke prooien, maar ook sporen en stuifmeelkorrels kunnen er in blijven kleven. Bij de eikenbladspin en de kruisspin is aangetoond dat pollen deel uitmaken van de voeding van juvenielen en voor 25% bijdragen aan de voeding, meer dan wat door toeval verwacht zou worden.

## Geslachten
- Abba Castanheira & Framenau, 2023
- Acacesia Simon, 1895
- Acantharachne Tullgren, 1910
- Acanthepeira Marx, 1883
- Acroaspis Karsch, 1878
- Acrosomoides Simon, 1887
- Actinacantha Simon, 1864
- Actinosoma Holmberg, 1883
- Aculepeira Chamberlin & Ivie, 1942
- Acusilas Simon, 1895
- Aethriscus Pocock, 1902
- Aethrodiscus Strand, 1913
- Aetrocantha Karsch, 1879
- Afracantha Dahl, 1914
- Agalenatea Archer, 1951
- Alenatea Song & Zhu, 1999
- Allocyclosa Levi, 1999
- Alpaida O. Pickard-Cambridge, 1889
- Amazonepeira Levi, 1989
- Anepsion Strand, 1929
- Aoaraneus Tanikawa, Yamasaki & Petcharad, 2021
- Arachnura Vinson, 1863
- Araneus Clerck, 1757
- Araniella Chamberlin & Ivie, 1942
- Aranoethra Butler, 1873
- Argiope Audouin, 1826
- Artiphex Kallal & Hormiga, 2022
- Artonis Simon, 1895
- Aspidolasius Simon, 1887
- Augusta O. Pickard-Cambridge, 1877
- Austracantha Dahl, 1914
- Backobourkia Framenau, Dupérré, Blackledge & Vink, 2010
- Bertrana Keyserling, 1884
- Bijoaraneus Tanikawa, Yamasaki & Petcharad, 2021
- Caerostris Thorell, 1868
- Carepalxis L. Koch, 1872
- Celaenia Thorell, 1868
- Cercidia Thorell, 1869
- Chorizopes O. Pickard-Cambridge, 1871
- Chorizopesoides Mi & Wang, 2018
- Cladomelea Simon, 1895
- Clitaetra Simon, 1889
- Cnodalia Thorell, 1890
- Coelossia Simon, 1895
- Colaranea Court & Forster, 1988
- Colphepeira Archer, 1941
- Courtaraneus Framenau, Vink, McQuillan & Simpson, 2022
- Cryptaranea Court & Forster, 1988
- Cyclosa Menge, 1866
- Cyphalonotus Simon, 1895
- Cyrtarachne Thorell, 1868
- Cyrtobill Framenau & Scharff, 2009
- Cyrtophora Simon, 1864
- Deione Thorell, 1898
- Deliochus Simon, 1894
- Dolophones Walckenaer, 1837
- Dubiepeira Levi, 1991
- Edricus O. Pickard-Cambridge, 1890
- Enacrosoma Mello-Leitão, 1932
- Encyosaccus Simon, 1895
- Epeiroides Keyserling, 1885
- Eriophora Simon, 1864
- Eriovixia Archer, 1951
- Eustacesia Caporiacco, 1954
- Eustala Simon, 1895
- Exechocentrus Simon, 1889
- Faradja Grasshoff, 1970
- Friula O. Pickard-Cambridge, 1897
- Galaporella Levi, 2009
- Gasteracantha Sundevall, 1833
- Gastroxya Benoit, 1962
- Gea C. L. Koch, 1843
- Gibbaranea Archer, 1951
- Glyptogona Simon, 1885
- Gnolus Simon, 1879
- Guizygiella Zhu, Kim & Song, 1997
- Herennia Thorell, 1877
- Heterognatha Nicolet, 1849
- Hingstepeira Levi, 1995
- Hortophora Framenau & Castanheira, 2021
- Hypognatha Guérin, 1839
- Hypsacantha Dahl, 1914
- Hypsosinga Ausserer, 1871
- Ideocaira Simon, 1903
- Indoetra Kuntner, 2006
- Isoxya Simon, 1885
- Kaira O. Pickard-Cambridge, 1889
- Kangaraneus Castanheira & Framenau, 2023
- Kapogea Levi, 1997
- Kilima Grasshoff, 1970
- Larinia Simon, 1874
- Lariniaria Grasshoff, 1970
- Larinioides Caporiacco, 1934
- Lariniophora Framenau, 2011
- Leviana Framenau & Kuntner, 2022
- Leviaraneus Tanikawa & Petcharad, 2023
- Leviellus Wunderlich, 2004
- Lewisepeira Levi, 1993
- Lipocrea Thorell, 1878
- Macracantha Simon, 1864
- Madacantha Emerit, 1970
- Mahembea Grasshoff, 1970
- Mangora O. Pickard-Cambridge, 1889
- Mangrovia Framenau & Castanheira, 2022
- Manogea Levi, 1997
- Mastophora Holmberg, 1876
- Mecynogea Simon, 1903
- Megaraneus Lawrence, 1968
- Melychiopharis Simon, 1895
- Metazygia F. O. Pickard-Cambridge, 1904
- Metepeira F. O. Pickard-Cambridge, 1903
- Micrathena Sundevall, 1833
- Micrepeira Schenkel, 1953
- Micropoltys Kulczyński, 1911
- Milonia Thorell, 1890
- Molinaranea Mello-Leitão, 1940
- Nemoscolus Simon, 1895
- Nemosinga Caporiacco, 1947
- Nemospiza Simon, 1903
- Neogea Levi, 1983
- Neoscona Simon, 1864
- Nephila Leach, 1815
- Nephilengys L. Koch, 1872
- Nephilingis Kuntner, 2013
- Nicolepeira Levi, 2001
- Novakiella Court & Forster, 1993
- Novaranea Court & Forster, 1988
- Nuctenea Simon, 1864
- Oarces Simon, 1879
- Ocrepeira Marx, 1883
- Ordgarius Keyserling, 1886
- Paralarinia Grasshoff, 1970
- Paraplectana Brito Capello, 1867
- Paraplectanoides Keyserling, 1886
- Pararaneus Caporiacco, 1940
- Paraverrucosa Mello-Leitão, 1939
- Parawixia F. O. Pickard-Cambridge, 1904
- Parmatergus Emerit, 1994
- Pasilobus Simon, 1895
- Perilla Thorell, 1895
- Pherenice Thorell, 1899
- Phonognatha Simon, 1894
- Pitharatus Simon, 1895
- Plebs Joseph & Framenau, 2012
- Poecilarcys Simon, 1895
- Poecilopachys Simon, 1895
- Poltys C. L. Koch, 1843
- Popperaneus Cabra-García & Hormiga, 2020
- Porcataraneus Mi & Peng, 2011
- Pozonia Schenkel, 1953
- Prasonica Simon, 1895
- Prasonicella Grasshoff, 1971
- Pronoides Schenkel, 1936
- Pronous Keyserling, 1881
- Pseudartonis Simon, 1903
- Pseudopsyllo Strand, 1916
- Psyllo Thorell, 1899
- Pycnacantha Blackwall, 1865
- Quokkaraneus Castanheira & Framenau, 2022
- Rubrepeira Levi, 1992
- Salsa Framenau & Castanheira, 2022
- Scoloderus Simon, 1887
- Sedasta Simon, 1894
- Singa C. L. Koch, 1836
- Singafrotypa Benoit, 1962
- Siwa Grasshoff, 1970
- Socca Framenau, Castanheira & Vink, 2022
- Spilasma Simon, 1897
- Spinepeira Levi, 1995
- Spintharidius Simon, 1893
- Taczanowskia Keyserling, 1879
- Talthybia Thorell, 1898
- Tatepeira Levi, 1995
- Telaprocera Harmer & Framenau, 2008
- Testudinaria Taczanowski, 1879
- Thelacantha van Hasselt, 1882
- Thorellina Berg, 1899
- Togacantha Dahl, 1914
- Trichonephila Dahl, 1911
- Umbonata Grasshoff, 1971
- Ursa Simon, 1895
- Venomius Rossi, Castanheira, Baptista & Framenau, 2023
- Verrucosa McCook, 1888
- Wagneriana F. O. Pickard-Cambridge, 1904
- Witica O. Pickard-Cambridge, 1895
- Wixia O. Pickard-Cambridge, 1882
- Xylethrus Simon, 1895
- Yaginumia Archer, 1960
- Zealaranea Court & Forster, 1988
- Zilla C. L. Koch, 1834
- Zygiella F. O. Pickard-Cambridge, 1902

## In Nederland waargenomen soorten
- Genus: Aculepeira
  - Aculepeira ceropegia - (Eikenbladspin)
- Genus: Agalenatea
  - Agalenatea redii - (Brede Wielwebspin)
- Genus: Araneus
  - Araneus alsine - (Sinaasappelspin)
  - Araneus angulatus - (Schouderkruisspin)
  - Araneus diadematus - (Kruisspin)
  - Araneus marmoreus - (Marmerspin)
  - Araneus quadratus - (Viervlekwielwebspin)
  - Araneus sturmi - (Witruitwielwebspin)
  - Araneus triguttatus - (Drievlekwielwebspin)
- Genus: Araniella
  - Araniella alpica - (Dennenkomkommerspin)
  - Araniella cucurbitina - (Gewone Komkommerspin)
  - Araniella displicata - (Bonte Komkommerspin)
  - Araniella inconspicua - (Stippelloze Komkommerspin)
  - Araniella opisthographa - (Tweelingkomkommerspin)
- Genus: Argiope
  - Argiope bruennichi - (Wespenspin)
- Genus: Cercidia
  - Cercidia prominens - (Stekelrugje)
- Genus: Cyclosa
  - Cyclosa conica - (Kegelspin)
  - Cyclosa oculata - (Zesknobbelspin)
- Genus: Gibbaranea
  - Gibbaranea bituberculata - (Struikknobbelspin)
  - Gibbaranea gibbosa - (Boomknobbelspin)
- Genus: Hypsosinga
  - Hypsosinga albovittata - (Witvlekpyjamaspin)
  - Hypsosinga heri - (Moeraspyjamaspin)
  - Hypsosinga pygmaea - (Graspyjamaspin)
  - Hypsosinga sanguinea - (Heidepyjamaspin)
- Genus: Larinioides
  - Larinioides cornutus - (Rietkruisspin)
  - Larinioides ixobolus
  - Larinioides patagiatus - (Vale Wielwebspin)
  - Larinioides sericatus - (Brugspin)
- Genus: Mangora
  - Mangora acalypha - (Driestreepspin)
- Genus: Neoscona
  - Neoscona adianta - (Heidewielwebspin)
- Genus: Nuctenea
  - Nuctenea umbratica - (Platte Wielwebspin)
- Genus: Singa
  - Singa hamata - (Bonte Pyjamaspin)
  - Singa nitidula - (Beekpyjamaspin)
- Genus: Zilla
  - Zilla diodia - (Maskerspinnetje)
- Genus: Zygiella
  - Zygiella atrica - (Struiksectorspin)
  - Zygiella x-notata - (Venstersectorspin)